# Meseta de Tran-Ninh
Meseta de Tran-Ninh (en lao: ແຂວງຊຽງຂວາງ también llamada Meseta de Xiangkho(u)ang) es una meseta del norte de Laos. El paisaje se caracteriza por verdes montañas, escarpadas formaciones de piedra caliza y valles con diversidad de ríos, cuevas y cascadas.

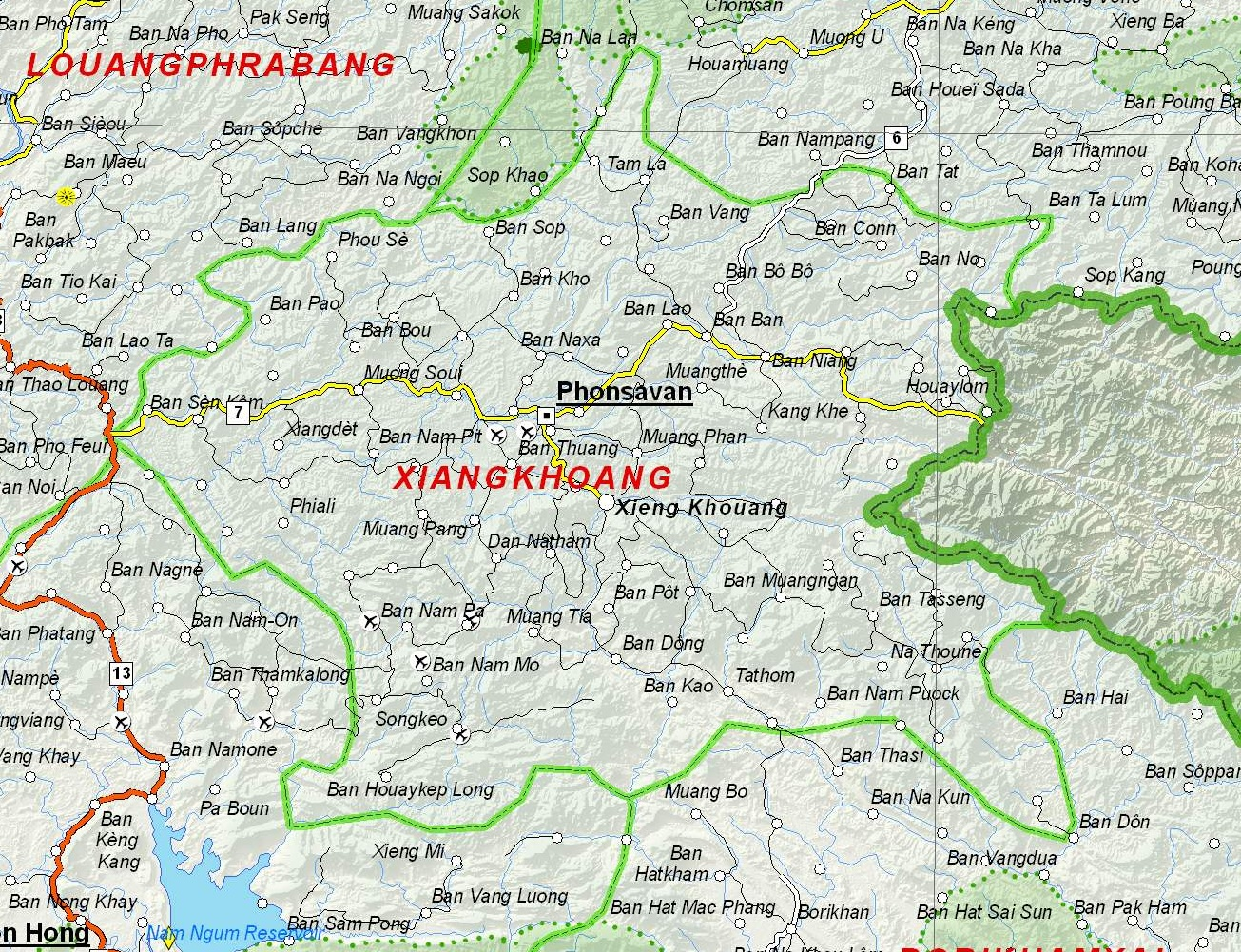

La cordillera de Luang Prabang y la cordillera Annamita separan la meseta de Tailandia y Vietnam, respectivamente. Las cordilleras de la meseta son de piedra arenisca con algunas montañas de piedra caliza, entre 2.000 y 2.800 metros de alto (alrededor de 6.561 y 9.842 pies de altura).